# Piper mastersianum
Piper mastersianum är en pepparväxtart som beskrevs av C. Dc.. Piper mastersianum ingår i släktet Piper och familjen pepparväxter. Inga underarter finns listade i Catalogue of Life.